# Scorpaena uncinata
Scorpaena uncinata behoort tot het geslacht Scorpaena van de familie van schorpioenvissen. Deze soort komt voor in het zuidoosten van de Grote Oceaan met name Chili op diepten tot 137 cm.